# Костюк Володимир Андрійович
Володимир Андрійович Костюк (нар. 25 червня 2003, Дніпропетровська область) — український гімнаст. Призер юніорського чемпіонату світу, чемпіон та багаторазовий призер чемпіонату Європи серед юніорів та Європейського юнацького олімпійського фестивалю. Майстер спорту міжнародного класу.

## Біографія
Навчається у Дніпропетровському навчально-виховному об'єднанні технічного профілю № 79.

## Спортивна кар'єра
Спортивною гімнастикою займається з чотирьох років у дніпровському комунальному позашкільному навчальному закладі "Міська дитячо-юнацька спортивна школа з опорних видів спорту" в групі Сергія Попова.

### 2019
У червні на першому в історії юніорському чемпіонаті світу в командних змаганнях разом з Іллєю Ковтуном та Назаром Чепурним виборов срібну нагороду.
У липні на Європейському юнацькому олімпійському фестивалі 2019 в Баку, Азербайджан, в командних змаганнях разом з Іллєю Ковтуном та Назаром Чепурним здобули перемогу. У фіналі на коні виборов бронзову медаль, а на паралельних брусах з 14,300 балами завоював срібну нагороду.

### 2020
За три тижні до чемпіонату Європи отримав травму плеча, у зв'язку з чим змушений був значно зменшити тренувальні навантаження.
У грудні під час пандемії коронавірусу на чемпіонаті Європи серед юніорів разом з Іллею Ковтуном, Радомиром Стельмахом, Микитою Мельниковим та Іваном Севруком вперше в історії збірної України здобули перемогу в командній першості. У фіналі багатоборства з результатом 80,198 балів виборов срібну нагороду. У фіналах в окремих видах до двох медалей у перші дні змагань додав срібло на кільцях та бронзу на поперечині.

### 2021
На дебютному дорослому чемпіонаті Європи в Базелі, Швейцарія, у фіналі багатоборства з 81,532 балами посів сьоме місце. До фіналів в окремих видах не кваліфікувався.

## Результати на турнірах
| Рік                | Змагання                            | КБ                 | ІБ                 | Вільні вправи      | Кінь               | Кільця             | Опорний стрибок    | Паралельні бруси   | Перекладина        |
| Юніорські змагання | Юніорські змагання                  | Юніорські змагання | Юніорські змагання | Юніорські змагання | Юніорські змагання | Юніорські змагання | Юніорські змагання | Юніорські змагання | Юніорські змагання |
| ------------------ | ----------------------------------- | ------------------ | ------------------ | ------------------ | ------------------ | ------------------ | ------------------ | ------------------ | ------------------ |
| 2019               | Чемпіонат світу                     | 2                  | 12 (кв)            |                    |                    |                    |                    |                    |                    |
| 2019               | Юнацький олімпійський фестиваль     | 1                  |                    |                    | 3                  |                    |                    | 2                  |                    |
| 2020               | Міжнародний юніорський турнір, Баку | 1                  | 1                  |                    |                    |                    |                    |                    |                    |
| 2020               | UKRAINE INTERNATIONAL CUP           |                    | 2                  | 2                  |                    | 2                  | 1                  | 2                  | 2                  |
| 2020               | Чемпіонат України, листопад (МСУ)   | 1                  | 2                  | 2                  | 2                  | 3                  | 1                  | 2                  | 2                  |
| 2020               | Чемпіонат Європи                    | 1                  | 2                  | 4                  |                    | 2                  | 8                  |                    | 3                  |
| Дорослі змагання   |                                     |                    |                    |                    |                    |                    |                    |                    |                    |
| 2021               | Чемпіонат м.Києва                   |                    | 3                  |                    |                    |                    |                    |                    |                    |
| 2021               | Чемпіонат України, м.Кропивницький  |                    | 4                  | 3                  | 3                  | 6                  | 7                  | 2                  | 2                  |
| 2021               | Чемпіонат Європи                    |                    | 7                  | 29                 | 29                 | 25                 |                    | 24                 | 56                 |
| 2021               | UKRAINE INTERNATIONAL CUP           |                    |                    | 2                  |                    |                    |                    |                    |                    |
| 2021               | Кубок виклику у Варні               |                    |                    | 16                 |                    |                    |                    |                    |                    |
| 2021               | Кубок виклику в Каїрі               |                    |                    | 14                 |                    |                    |                    |                    |                    |
| 2024               | Кубок виклику в Анталії             |                    |                    |                    |                    | 7                  | 2                  | 5                  | 7                  |
| 2024               | Кубок виклику у Варні               |                    |                    |                    |                    |                    | 6                  |                    |                    |
| 2024               | Кубок України, м.Кропивницький      |                    | 2                  | 1                  |                    |                    | 1                  |                    | 1                  |
| 2024               | Чемпіонат України                   |                    | 1                  | 1                  |                    |                    | 1                  | 3                  |                    |